# Dzieci z Leningradzkiego
Dzieci z Leningradzkiego (en polonès literalment «els nens de leningradsky») és un pel·lícula de curtmetratge documental polonesa de 2005 sobre els d'infants sense llar que viuen a l'estació de tren de Leningradski de Moscou. Dirigida per Hanna Polak i Andrzjei Celinski, va ser nominada a l'Oscar al millor curtmetratge documental.

## Sinopsi
Un text a l'inici de la pel·lícula afirma que des de la caiguda de la Unió Soviètica, entre 1 i 4 milions de nens russos han quedat sense llar i uns 30.000 d'ells viuen al voltant de les estacions de tren de Moscou. La pel·lícula segueix un grup de nens d'entre 8 i 14 anys durant la seva vida diària a l'estació de trens de Leningradski.
Un nen, Mixa, diu que el seu pare no el va acceptar com a fill, així que el van portar a un orfenat als dos anys. Roma, que té 12 anys, va apunyalar al seu pare dues vegades a l'estómac perquè els seus pares s'emborratxaven i el pegaven i una noia de 14 anys, Yula, recorda com va ser violada als onze anys, però la seva mare va acceptar diners en lloc d'anar a judici i es va drogar, després de la qual cosa Yula va marxar de casa. Sergiozha i els seus germans busquen refugi a les canonades d'aigua calenta de les clavegueres durant l'hivern mentre d'altres dormen als trens o a l'estació.
La majoria de les noies i alguns dels nois es prostitueixen per guanyar diners per aconseguir menjar, roba i cola. Tots ells són addictes a esnifar cola, beuen vodka durant el dia i de vegades dormen en cases buides. Un policia colpeja un nen jove i li llença una ampolla de cola al cap i a la cara. Els nens escullen baralles amb adults sense sostre a qui menyspreen i anomenen vagabunds. Expliquen que un altre nen va ser violat i assassinat i com els policies els van colpejar i els van retenir durant 48 hores encara que no hi tenien res a veure.
Una de les darreres escenes mostra l'emotiu funeral d'una jove, Tània, que va morir per una sobredosi de cola un dia abans del seu catorze aniversari. La pel·lícula es tanca amb Mixa, de 13 anys, dient: «Déu creu en la gent i els ajuda. Estima tothom, fins i tot la gent dolenta, no només els russos. Fins i tot estima els txetxens. Però sobretot, estima els nens».